# Semaeognathia sterreri
Semaeognathia sterreri är en djurart som tillhör fylumet käkmaskar, och som beskrevs av Riedl 1970. Semaeognathia sterreri ingår i släktet Semaeognathia och familjen Gnathostomulidae. Inga underarter finns listade i Catalogue of Life.